# Одески катакомби
Одеските катакомби представляват мрежа от подземни тунели и лабиринти под Одеса.
Голяма част от катакомбите са бивши каменоломни, от които се е добивал камък за строителен материал. Днес дължината на Одеските катакомби се изчислява приблизително на 2,5 хиляди километра.
В края на 20 век катакомбите усложняват рязко инженерно-геологическата обстановка в Одеса. Над 40% от старата част на града се намира върху катакомби, от които произлизат 100 пропадания.

## Описание
Голяма част от Одеските катакомби (около 95 – 97 %) представляват подземни каменоломни, в които е добиван строителен камък – варовик, използван за постройките на града.
В системата от катакомби влизат кухини от естествен произход – карстови пещери, подземия, бункери, дренажни тунели и други тунели и кухини.
Съвременните входове в катакомбите са в селищата:
- Нерубайско
- Усатово
- Одеса

## История
Първите подземни каменоломни са възникнали в първата половин на 19 век във време на бурното строителство на Одеса като източник на евтин строителен материал – варовик. Добиването е ставало с помощта на трион и било така интензивно, че във втората половина на 19 век обширната мрежа от подземия представлявала неудобство за града.
По време на Великата Отечествена война катакомбите служили като укритие на съветските партизани – в частност на отряда на В. А. Молодцов.
През 1961 г. за изучаване историята на партизанското движение е създаден спелеоложки клуб „Поиск“ (означава търсене), който за изминалите години значително разширява границите на картографираните райони на катакомбите.
В началото на 21 век добиването на варовик продължава в шахти, разположени в Дофиновка, Булдинка, Фомина балка. Така образът по протежение на одеските катакомби нараства.